# Benjamin Weiss
Benjamin Weiss (en hébreu : בנימין ווייס ; né en 1941 à New York) est un mathématicien israélo-américain connu pour ses contributions en théorie ergodique, topologie dynamique, théorie des probabilités, théorie des jeux, théorie descriptive des ensembles.

## Éléments biographiques
Weiss est né en 1941 à New York City. En 1962 il obtient un B. A. à l'université Yeshiva et un M. A. à la Graduate School of Science, toujours à l'université Yeshiva à New York. En 1965 il obtient un Ph. D. à l'université de Princeton sous la supervision de  William Feller.
Entre 1965 et 1967 Weiss travaille dans la division IBM Research. En 1967 il rejoint la faculté de l'université hébraïque de Jérusalem, et depuis 1990 il y occupe la chair Miriam et Julius Vinik en mathématiques (émérite depuis 2009).
Weiss a été chercheur invité à l'université Stanford au Mathematical Sciences Research Institute (MSRI), et au centre  IBM Research.

## Contributions
Weiss a publié de nombreuses contributions en théorie ergodique, topologie dynamique, probabilité, théorie de l'information, théorie des jeux, théorie descriptive des ensembles; ses travaux notables incluent l'introduction du concept de partition de Markov (en) (avec Roy Adler), le développement de la théorie ergodique des groupes moyennables (avec Donald Ornstein), la dimension moyenne (en) (avec Elon Lindenstrauss), et l'introduction des sous-shifts sofiques et des groupes sofiques (en). Il est coauteur de la conjecture du coloriage des routes, formulée avec Roy Adler et démontrée en 2007 par Avraham Trahtman.
Benjamin Weiss a eu une demi-douzaine d'étudiants, parmi lesquels Elon Lindenstrauss, récipiendaire en 2010 d'une médaille Fields.

## Prix et distinctions
Weiss est conférencier invité au Congrès international des mathématiciens en 1974 à Vancouver (The structure of Bernoulli shifts) et a été deux fois conférencier principal (main speaker) à une conférence de la Conference Board of the Mathematical Sciences (1979 et 1995). Il prononce la série de conférences M. B. Porter Distinguished Lecture Series à l'université Rice  en 1998.
En 2000 Weiss est élu membre étranger honoraire de l'Académie américaine des arts et des sciences. En 2006 il est lauréat du prix Rothschild en mathématiques.
En 2012 Weiss est élu Fellow de l'American Mathematical Society.

## Publications
- Donald S. Ornstein, Daniel J. Rudolph et Benjamin Weiss, Equivalence of Measure Preserving Transformations, coll. « Memoirs of the American Mathematical Society » (no 262), 1982, 120 p. (ISBN 978-1-4704-0669-1, présentation en ligne).
- Donald S. Ornstein et Benjamin Weiss, « Statistical properties of chaotic systems (With an appendix by David Fried) », Bull. Amer. Math. Soc. (N.S.), vol. 24, no 1,‎ 1991, p. 11–116 (MR 1023980).
- Alain Connes, J. Feldman et Benjamin Weiss, « An amenable equivalence relation is generated by a single transformation », Ergodic Theory Dynamical Systems, vol. 1 (1981), no 4,‎ 1982, p. 431–450 (MR 662736).
- Benjamin Weiss, Single Orbit Dynamics, vol. 95, American Mathematical Society, coll. « CBMS Regional Conference Series in Mathematics », 2000, 113 p. (ISBN 978-0-8218-0414-8, présentation en ligne).
- Gusztáv Morvai et Benjamin Weiss, « A versatile scheme for predicting renewal times », Kybernetika, vol. 52, no 3,‎ 2016, p. 348–358 (ISSN 0023-5954, DOI 10.14736/kyb-2016-3-0348, lire en ligne)